# Opisthodactylus kirchneri
Opisthodactylus kirchneri es una especie extinta de ave del género Opisthodactylus, incluido en la familia de los réidos, cuyas especies vivientes son conocidas como suris, ñandúes o choiques.  Habitó durante el Mioceno tardío en el noroeste del Cono Sur de Sudamérica. 

## Taxonomía
Esta especie fue descrita originalmente en el año 2017 por los paleontólogos Jorge Ignacio Noriega, Emilio Ariel Jordan, Raúl Ignacio Vezzosi y Juan Ignacio Areta, empleando el mismo nombre científico.
Etimología
Etimológicamente, el término específico kirchneri es un  epónimo que refiere al apellido de la persona a quien fue dedicada, el difunto  expresidente de Argentina Néstor Kirchner (1950- 2010), según lo expresado por sus descriptores, 

…“por sus logros en la promoción de los derechos humanos y la libertad de expresión y sus contribuciones de larga data al desarrollo de la ciencia en su país de origen. Los hábitos de caminar de Opisthodactylus kirchneri representan una metáfora de la dura tarea que Néstor emprendió para poner a la Argentina en el camino hacia la independencia económica”.

Holotipo
El holotipo designado es el catalogado como: MUFYCA-647; consta de varias piezas asociadas a ambas extremidades posteriores: el fémur derecho, tanto tibiotarso como tarsometatarso y seis falanges pedal (primera falange del dígito izquierdo II; primera y segunda falanges del dígito izquierdo III, y primera, segunda y tercera falanges del dígito izquierdo IV).
Fue colectado por el médico, profesor, antropólogo, paleontólogo, geólogo y geógrafo argentino  Alfredo Castellanos. Está depositado en las colecciones paleontológicas del Museo Florentino y Carlos Ameghino (MUFYCA) del Instituto de Fisiografía y Geología, ubicado en la ciudad argentina de Rosario.
Localidad tipo, edad y procedencia estratigráfica
La localidad tipo es: “nivel 'araucanense medio' de una localidad situada al noroeste de Agua del Chañar, en el valle de Santa María (o Yocavil), departamento Tafí del Valle, provincia de Tucumán, Argentina”.
En la nomenclatura estratigráfica moderna ya no se reconoce el «araucanense medio», sin embargo, este horizonte fósil puede correlacionarse con los niveles inferiores de la formación Andalhualá, cuya edad se extiende desde el Mioceno tardío hasta el Plioceno temprano (niveles superiores), por lo que el horizonte fósil de esta ave fue asignado a la SALMA Huayqueriense o edad global Tortoniense.